# Bristow (Schorssow)
Bristow ist ein Ortsteil der Gemeinde Schorssow im Südosten des Landkreises Rostock in Mecklenburg-Vorpommern. Der Ort gehört dem Amt Mecklenburgische Schweiz an und war bis zum 13. Juni 2004 eine eigenständige Gemeinde.

## Lage
Bristow liegt in der Mecklenburgischen Schweiz am Malchiner See, rund acht Kilometer Luftlinie südlich von Teterow und zehn Kilometer westsüdwestlich von Malchin. Umliegende Ortschaften sind Glasow im Norden, Wendischhagen im Nordosten, Basedow im Osten, Seedorf im Süden, Bülow im Südwesten sowie Tessenow und Grube im Westen.
Bristow liegt an der Kreisstraße 44, die Bundesstraße 108 als nächste überregionale Straße ist etwa sieben Kilometer vom Ort entfernt. In der Gemarkung der ehemaligen Gemeinde Bristow liegt das Naturschutzgebiet Gruber Forst.

## Geschichte
Das Gut Bristow wurde im Jahr 1297 erstmals urkundlich erwähnt. Seit 1352 befand sich das Rittergut im Besitz der Familie von Hahn. Die Dorfkirche wurde in den 1590er-Jahren errichtet und im Jahr 1601 abgeschlossen. Sie war nach dem Dreißigjährigen Krieg zunächst Filialkirche von Hohen Demzin und wurde 1790 Filialkirche von Dorfkirche Bülow. Im Dreißigjährigen Krieg wurden mehrere Gebäude in Bristow zerstört, nach Kriegsende lebte nur noch eine Bauernfamilie im Ort. 1845 kam Bristow in den Besitz der Herren von Bassewitz-Levetzow. Käufer war der Leutnant Karl Graf von Bassewitz (1821–1873), der durch das Erbe eines Gutes in der Altmark den Beinamen Levetzow 1866 übernahm und weiter vererbte. Diese ließen im Jahr 1866 ein Herrenhaus im Tudorstil errichten. Daneben entstanden einige Wirtschaftsgebäude und im Jahr 1891 ein Taubenhaus. Das Herrenhaus Bristow brannte 1919 ab.
Am 1. April 1921 wurden die Gemeinden Glasow, Grube und Tessenow nach Bristow eingemeindet, kurz darauf jedoch wieder ausgegliedert. Bis 1925 gehörte Bristow zum Amt Stavenhagen, das schließlich zum Amt Malchin umgeformt wurde. 1933 kam Bristow mit der Fusion von Mecklenburg-Schwerin und Mecklenburg-Strelitz zum neu gegründeten Landkreis Malchin. 
Kurz vor der großen Wirtschaftskrise weist das letztmals amtlich publizierte Landwirtschaftliche Adressbuch Mecklenburg für das Rittergut Bristow eine Größe von 427,30 Hektar aus und für das dazugehörige Gut Tessenow 217,70 Hektar. Betrieben wurde hauptsächlich Schafsviehwirtschaft. Geleitet wurde der Betrieb durch Verwalter Lange. Der Gutsbereich Glasow mit 883,20 Hektar und weitere 459,70 Hektar, unter anderem Anteile am Malchiner, See waren verpachtet. Vort Ort gab es eine Saatgutreinigungsanlage und ein Sägegatter. Letzter Vertreter der Familie als Grundbesitzer war Bernd Graf von Bassewitz-Levetzow (1900–1965), verheiratet mit Ursula von Jenisch, das hat Paar vier Kinder. Graf Bernd war nach dem Krieg ehrenamtlich im Johanniterorden und dort Kommendator.
Die Herren von Bassewitz-Levetzow wurden 1945 im Zuge der Bodenreform in der Sowjetischen Besatzungszone enteignet und das Land auf Neubauern verteilt. In den früheren Gutsgebäuden lebten nach der Enteignung Umsiedler aus den Deutschen Ostgebieten. Am 1. Juli 1950 wurden Glasow, Grube und Tessenow wieder nach Bristow eingemeindet.
Zu DDR-Zeiten entstand in Bristow eine Landwirtschaftliche Produktionsgenossenschaft, die 1990 in eine Agrargenossenschaft umgewandelt wurde. In der DDR gehörte die Gemeinde Bristow ab dem 25. Juli 1952 zum Kreis Teterow und nach der Wiedervereinigung zum Landkreis Teterow. Dieser fusionierte am 12. Juni 1994 mit den Landkreisen Bützow und Güstrow zum neuen Landkreis Güstrow. Die Gemeinde Bristow schloss sich zum 13. Juni 2004 mit der Nachbargemeinde Bülow (bei Malchin) zu der neuen Gemeinde Schorssow zusammen. Seit dem 4. September 2011 gehört Bristow zum Landkreis Rostock.

## Sehenswürdigkeiten

### Baudenkmale
In der Liste der Baudenkmale in Schorssow sind für Bristow drei Baudenkmale aufgeführt:
- Die Dorfkirche Bristow wurde in den 1590er-Jahren errichtet und gilt als eine der ältesten protestantischen Dorfkirchen in Mecklenburg. Die Kirche wurde von Werner Hahn zu Basedow gestiftet und im Renaissancestil ausgestattet. Die Ausstattung ist größtenteils noch original vorhanden. In den 1990er-Jahren wurde die Kirche unter Beteiligung der Deutschen Stiftung Denkmalschutz saniert. Neben der Dorfkirche befindet sich seit 1874 das Bassewitzsche Familienmausoleum.
- Der Gutshof in Bristow wurde 1868 von Graf Carl August von Bassewitz-Levetzow erbaut, zu dem Gutshof gehören ein Marstall, ein Speicher und eine Feldsteinscheune sowie das im Jahr 1891 errichtete Taubenhaus, das Herrenhaus selbst brannte 1919 ab und wurde nicht neu aufgebaut.
- Kriegerdenkmal 1914/1918

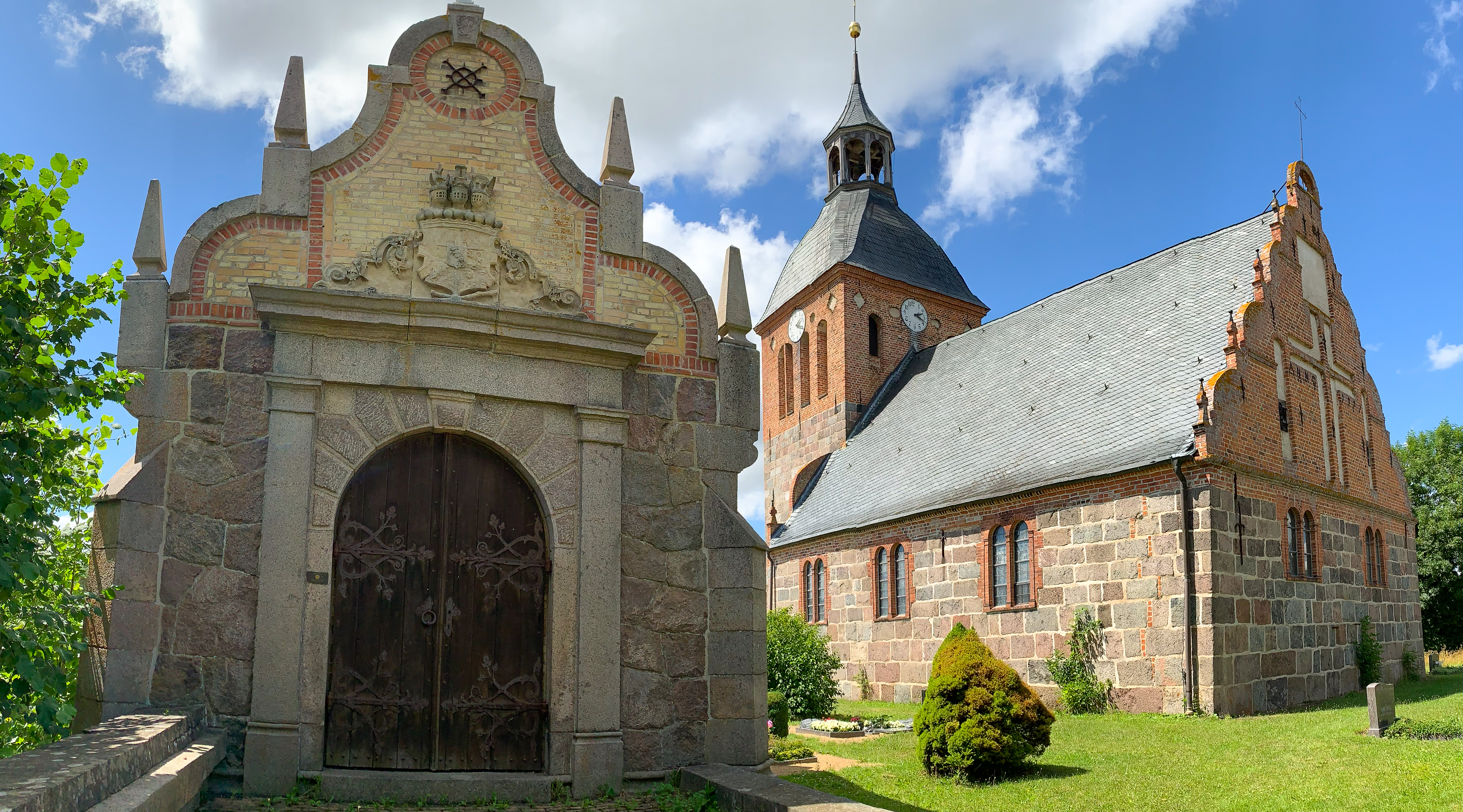
Bassewitzsches Mausoleum und Kirche in Bristow
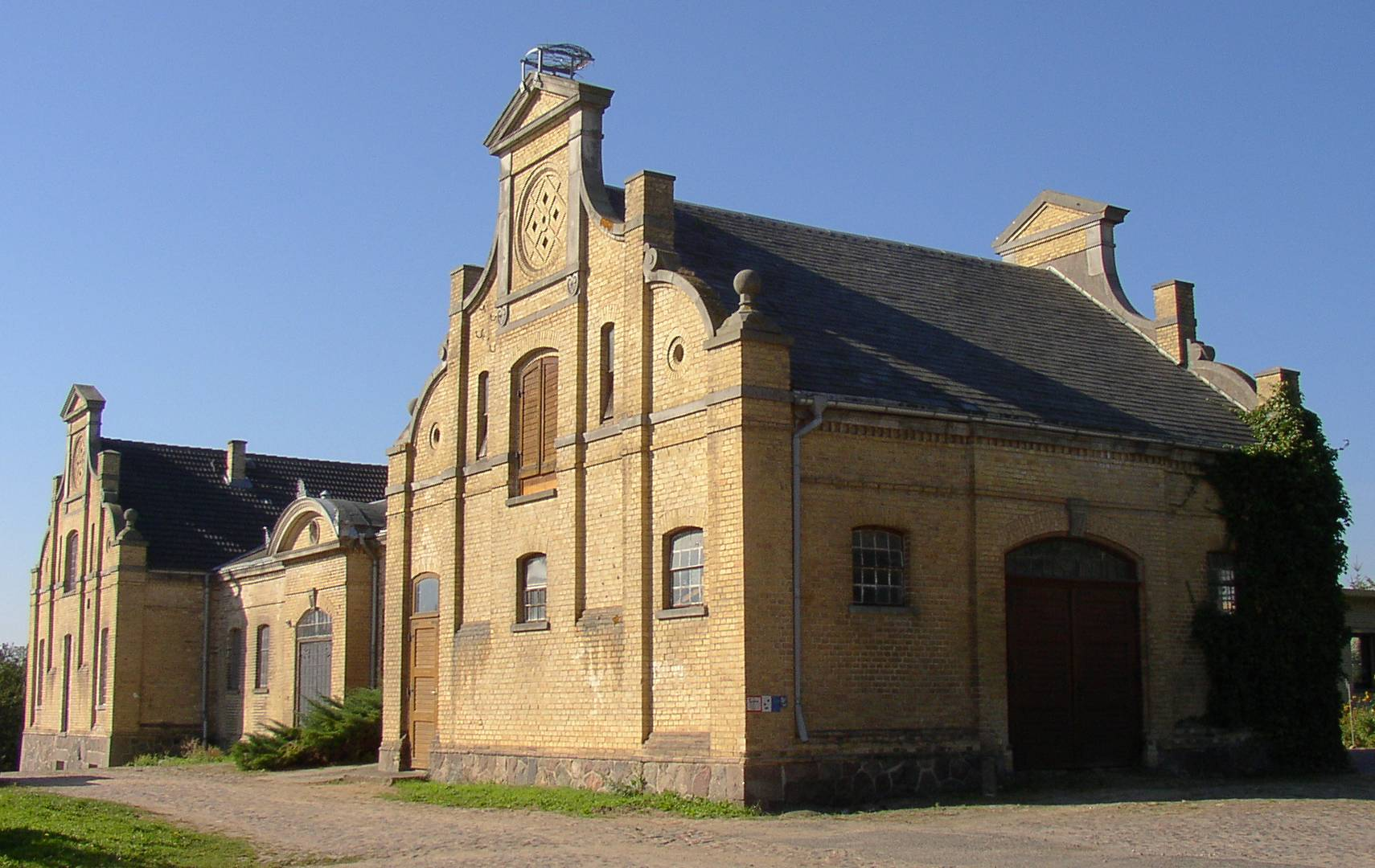
Marstall in Bristow
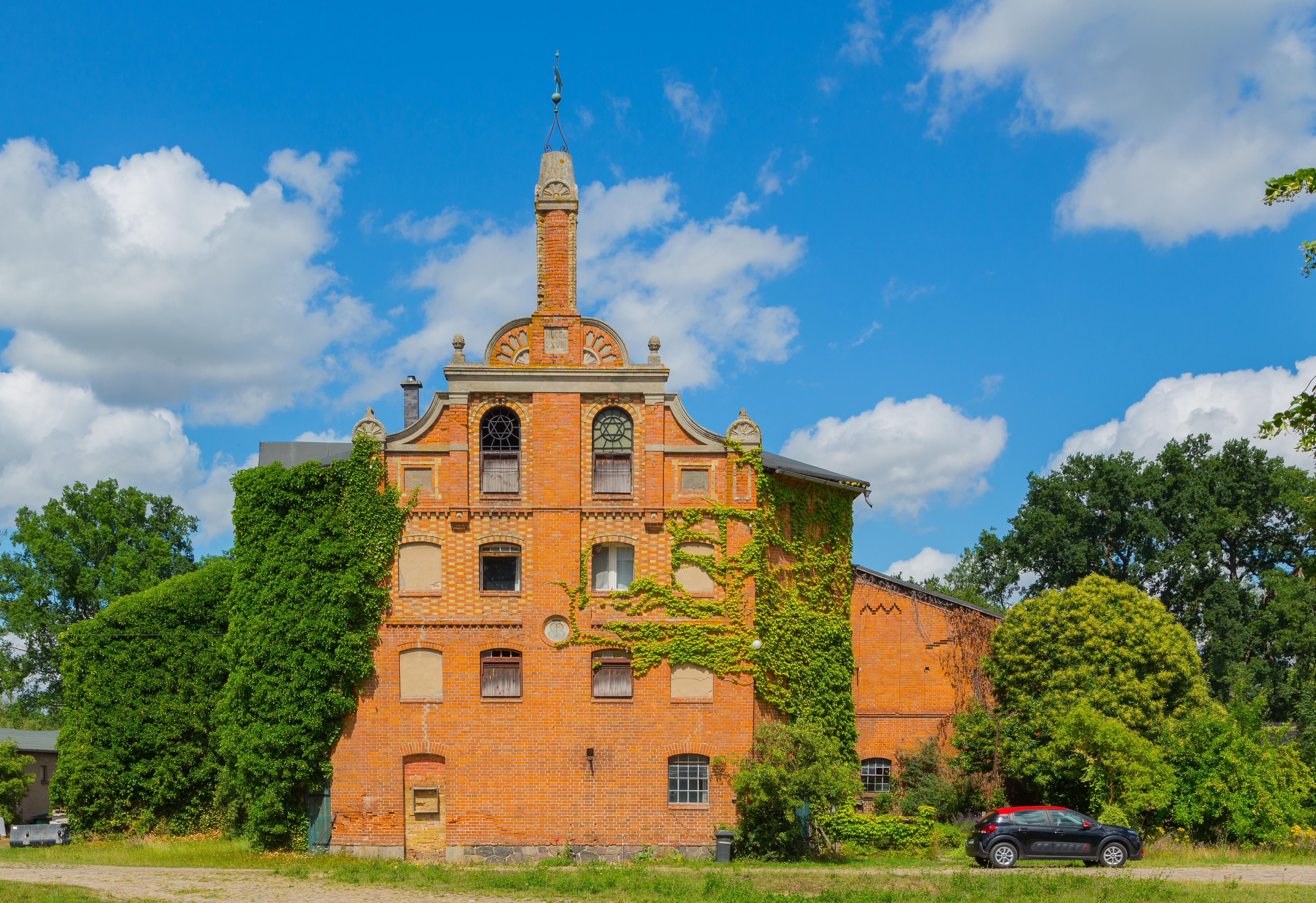
Speicher in Bristow
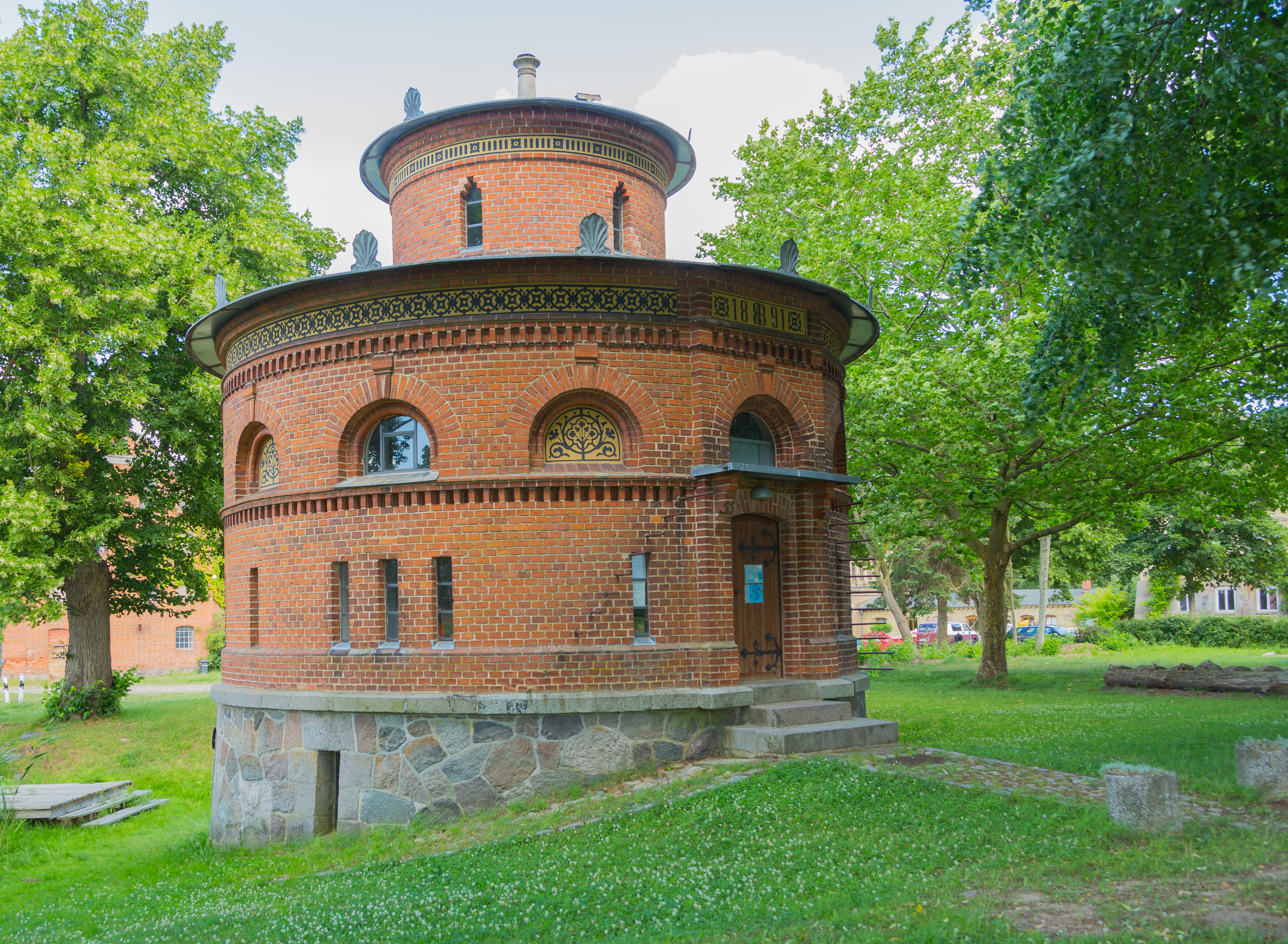
Geflügelturm (Taubenhaus) in Bristow

## Persönlichkeiten
- Wilhelm Schmidt (1883–1975), Bäcker, Bremer Bürgerschaftsabgeordneter und Leiter der Regierungskanzlei des Senats; geboren in Bristow
- Werner Graf von Bassewitz-Levetzow (1894–1964), Kapitän zur See im Zweiten Weltkrieg und Kommandeur der 2. Marine-Infanterie-Division; geboren in Bristow, Erbe der Güter in der Altmark